# Tanegashima Space Center

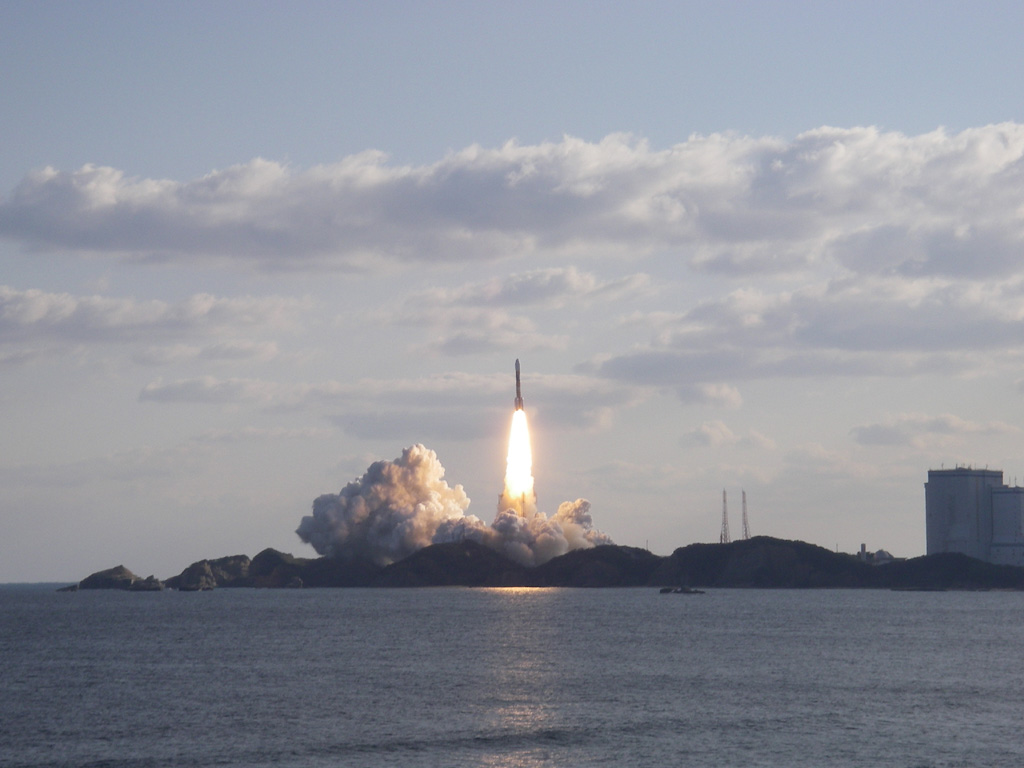
En uppskjutning med en H-IIA-raket.

Tanegashima Space Center (TNSC) (japanska: 種子島宇宙センター), är ett av Japans rymdcentrum, beläget på ön Tanegashima, 43 km söder om Kyushus sydligaste punkt. Det grundades 1969 då National Space Development Agency of Japan (NASDA) bildades.
Aktiviteter vid TNSC inkluderar montering, testning, uppskjutning och spårning av satelliter, men även testkörningar av raketmotorer. Det är ett av Japans största rymdutvecklingscentra.

## Anläggningar
Det finns flera anläggningar vid TNSC. De två uppskjutningskomplexen heter Yoshinubi och Osaki. Yoshinobu har två uppskjutningsplattformar; en för lättare rymdfarkoster (upp till 2 ton till geostationär bana), och den andra för tyngre rymdfarkoster (2-4 ton). En av anläggningarna för provkörning av raketmotorer är Yoshinobu Firing Test Stand, där man bland andra testar LE-7A, motorn för första steget i H-IIA-raketen. Det finns också byggnader för montering av rymdfarkoster, och andra för spårning av uppskjutna farkoster med radar och på optisk väg.